# Anne de Montmorency

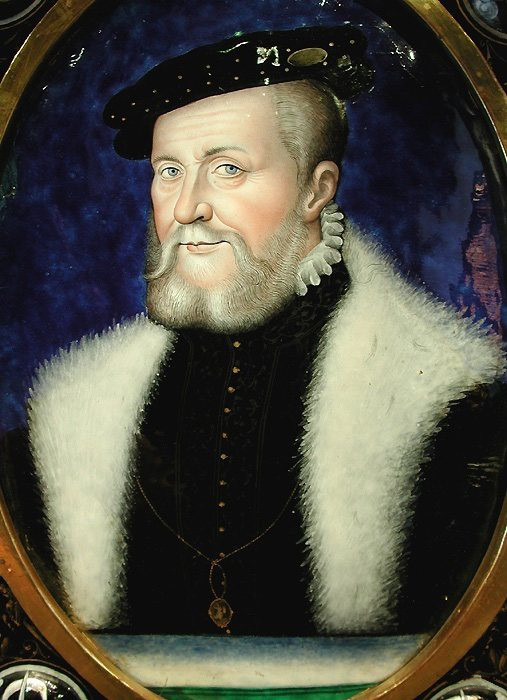
Porträt Annes de Montmorency von Léonard Limosin, 1556, Musée du Louvre

Anne de Montmorency (* 15. März 1493 auf Schloss Chantilly; † 12. November 1567 in Paris) war erster Herzog von Montmorency und Pair von Frankreich. Er bekleidete die Ämter des Marschalls und Connétables von Frankreich und gilt als einer der bedeutenden französischen Feldherren des 16. Jahrhunderts.

## Leben

Wappenschild Annes de Montmorency

Anne de Montmorency wurde mit Franz I. erzogen und folgte diesem bei seinen Feldzügen nach Italien. Er kämpfte 1515 in der Schlacht bei Marignano und verteidigte 1521 mit Pierre du Terrail die Stadt Mézières gegen das Heer Karls V. In der Schlacht bei Bicocca 1522 überreichte ihm der König den Marschallsstab, er wurde aber bei Pavia 1525 mit Franz I. gefangen. Früher als dieser freigekommen, bot er in Frankreich alles zur Befreiung des Königs auf und wurde dafür von diesem mit den Ämtern des Gouverneurs des Languedoc und des Großmeisters von Frankreich belohnt.
Bei der Wiederaufnahme des Kampfes 1536 eilte er Karl V. mit 60.000 Mann entgegen und erkämpfte den glänzenden Sieg bei Susa. Mit gleichem Glück kommandierte er in der Picardie und im Piemont und wurde 1538 zum Connétable erhoben. Durch seine nahen Beziehungen zu dem Dauphin Heinrich dem König verdächtig geworden, fiel er 1541 in Ungnade und musste bis zur Thronbesteigung Heinrichs II. 1547 den Hof meiden, wurde aber von diesem sogleich zurückgerufen und in seine früheren Würden wieder eingesetzt.
Beim Versuch, im Jahr 1557 das von den Spaniern belagerte St. Quentin zu entsetzen, verlor er dort die Schlacht bei Saint-Quentin und fiel in die Hände der Feinde. Um seine Befreiung zu beschleunigen, setzte er den unvorteilhaften Frieden von Cateau-Cambrésis durch, der ihn um das Vertrauen Franz II. brachte. Nach dessen Tod 1560 genoss er hingegen wieder die Gunst des Königs (Karls IX.).
Nach dem berüchtigten katholischen Triumvirat, das er mit François de Lorraine, dem Herzog von Guise, und dem Marschall Saint-André geschlossen hatte, lieferte er im Ersten Hugenottenkrieg den Hugenotten unter dem Fürsten von Condé 1562 das Treffen von Dreux, bei dem er erneut gefangen wurde. Schon 1563 wieder freigelassen, vertrieb er die Engländer von Le Havre und schlug Condé im Zweiten Hugenottenkrieg am 10. November 1567 in der Schlacht bei Saint-Denis. Er selbst wurde während der Schlacht von einer Arkebuse im Rücken getroffen worden und erlag zwei Tage später seiner Verwundung.

## Nachkommen
Anne de Montmorency heiratete 1527 die 17-jährige Madeleine de Savoie (1510–1586), Tochter Renés von Savoyen. Der Ehe entstammten fünf Söhne und sieben Töchter:
- Éleonore (* 1528; † 1556), ⚭ Februar 1546 François III. de La Tour d’Auvergne († 1557), vicomte de Turenne
- Jeanne (* 1529; † 1596), Juni 1549 ⚭ Louis III. de La Trémoïlle († 1577), Herzog von Thouars
- Catherine (* 1529; † 1596?), ⚭ Juni 1553 Gilbert III. de Lévis († 1591), Graf von Ventadour (Haus Lévis)
- François (* 17. Juni 1530; † 6. Mai 1579), Herzog von Montmorency, der Günstling Maria Stuarts, unter Heinrich III. Marschall von Frankreich, ⚭ 1) Jeanne d’Hallewin de Piennes, 2) Mai 1557 Diane de France, illegitime Tochter König Heinrichs II.
- Henri I. (* 1534; † 1614), Herr von Damville, Herzog von Montmorency, Marschall und Connétable von Frankreich, ⚭ 1) 29. Januar 1559 Antoinette de la Marck (1542–1591), ⚭ 2) 29. März 1593 Louise de Budos (1575–1598), ⚭ 3) September 1599 Laurence de Clermont (1571–1654)
- Charles (* 1537; † 1612), Herr von Méru, Herzog von Damville, Admiral von Frankreich, ⚭ 1571 Renée de Cossé († 1622)
- Gabriel (* 1541; † 1562), Herr von Montbéron
- Guillaume (* 1546/7; † 1594), Herr von Thoré, ⚭ 1) 1561 Léonore d’Humières († 1563), 2) 1581 Anne de Lalaing († 1613)
- Marie (* 1547?; † 1572?), ⚭ Juli 1567 Henri de Foix († 1573), Graf von Candale
- Anne, 1547 Nonne, Äbtissin von Sainte Trinité in Caen
- Louise, 1560 Nonne
- Madeleine († 1598), 1564 Nonne, Nachfolgerin ihrer Schwester Anne als Äbtissin von Sainte Trinité in Caen

Siehe auch Stammliste der Montmorency